# Macello (Italia)
Macello (Masel in piemontese) è un comune italiano di 1 173 abitanti della città metropolitana di Torino in Piemonte.

## Origini del nome
Il nome potrebbe derivare dall'antica tribù Ligure dei Magelli, anche se mancano prove definitive al riguardo.

## Storia
L'origine del paese è incerta; la sua prima menzione sulle carte risale al 1026.
Nel XIII secolo, nei pressi del primitivo ricetto, Filippo Principe d'Acaja fece costruire il Castello di Macello. Nei decenni successivi il castello e il borgo cambiarono proprietario diverse volte, finché nel 1396 vennero acquisiti dai Solaro/Solari, famiglia nobile guelfa di Asti, che li conservarono fino all'avvento di Napoleone. 
Alla fine del XX secolo l'ultima proprietaria, una De Ferrari di Genova, lo cedette ad alcuni soci locali (Ambrosio, Forestiero) che l'hanno valorizzano come sede conviviale.

### Simboli
Lo stemma e il gonfalone sono stati concessi con decreto del presidente della Repubblica del 30 agosto 1952.
Lo stemma si può blasonare d'argento, al leone di rosso, alla fascia d'azzurro, attraversante.
Il gonfalone è un drappo partito di rosso e di azzurro.

## Società

### Evoluzione demografica
Abitanti censiti

## Amministrazione
Di seguito è presentata una tabella relativa alle amministrazioni che si sono succedute in questo comune.
| Periodo | Periodo   | Primo cittadino   | Partito      | Carica  | Note       |
| ------- | --------- | ----------------- | ------------ | ------- | ---------- |
| 2004    | 2009      | Bruno Bonetto     | lista civica | Sindaco |            |
| 2009    | 2014      | Bruno Bonetto     | lista civica | Sindaco | II mandato |
| 2014    | 2019      | Christian Bertone | lista civica | Sindaco |            |
| 2019    | 2024      | Enrico Scalerandi | lista civica | Sindaco |            |
| 2024    | in carica | Enrico Scalerandi | lista civica | Sindaco | II mandato |